# Ablemma
Ablemma is een geslacht van spinnen uit de  familie van de Tetrablemmidae.

## Soorten
- Ablemma aiyura Shear, 1978
- Ablemma baso Roewer, 1963
- Ablemma berryi Shear, 1978
- Ablemma circumspectans Deeleman-Reinhold, 1980
- Ablemma datahu Lehtinen, 1981
- Ablemma erna Lehtinen, 1981
- Ablemma girinumu Lehtinen, 1981
- Ablemma gombakense Wunderlich, 1995
- Ablemma kaindi Lehtinen, 1981
  - Ablemma kaindi avios Lehtinen, 1981
- Ablemma lempake Lehtinen, 1981
- Ablemma makiling Lehtinen, 1981
- Ablemma merotai Lehtinen, 1981
- Ablemma prominens Tong & Li, 2008
- Ablemma pugnax (Brignoli, 1973)
- Ablemma rarosae Lehtinen, 1981
- Ablemma ruohomaekii Lehtinen, 1981
- Ablemma samarinda Lehtinen, 1981
- Ablemma sedgwicki Shear, 1978
- Ablemma shimojanai (Komatsu, 1968)
- Ablemma singalang Lehtinen, 1981
- Ablemma sternofoveatum Lehtinen, 1981
- Ablemma syahdani Lehtinen, 1981
- Ablemma unicornis Burger, 2008